# ريتشارد فاغان
ريتشارد فاغان (بالإنجليزية: Richard Fagan)‏ هو كاتب أغاني أمريكي، ولد في 24 أبريل 1947، وتوفي في 5 أغسطس 2016 بسبب سرطان الكبد.

## الوفاة
توفي فاجان في 5 أغسطس 2016 في ناشفيل بسبب سرطان الكبد عن عمر يناهز 69 عامًا.

## وصلات خارجية
- الموقع الرسمي
- ريتشارد فاغان على موقع ميوزك برينز (الإنجليزية)
- ريتشارد فاغان على موقع ديسكوغز (الإنجليزية)